# 애니캐스트
애니캐스트(anycast) 또는 임의 캐스트(대한민국에서의 번역 용어)는 단일 송신자로부터의 인터넷상 트래픽인  데이터그램들을 인터넷상의 경로가 되는 토폴로지상의 잠재적인 수신자 그룹 안에서 가장 가까운 노드로 연결시키는, 네트워크 어드레싱 및 라우팅 방식으로, 여러 개의 노드들에 전송될 수 있고 이 노드들 모두 동일한 목적 주소로 식별된다.

## 개요
애니캐스트(anycast)를 이용하여 멀티캐스트를 더욱 효율적으로 구현하여 고가용성 시스템 (트래픽의 전달 포인트의 장애 발생시 백업이 가능)을 구현할 수 있다.
애니캐스트는 인터넷 프로토콜과 기타 네트워크 어드레싱 시스템이 지정한 유니캐스트, 멀티캐스트, 브로드캐스트 지오캐스트를 포함, 5가지 인터넷 트래픽을 효율적으로 관리 전달하기 위한 어드레싱 또는 라우팅 방식 가운데 하나이다.

## 구현 사례
인터넷의 성장으로 네트워크 서비스는 점점 고가용성 요구 사항을 갖게 되었다. 그 결과 애니캐스트 서비스 (RFC 4786)의 운영이 네트워크 사업자들 사이에서 점점 필요성을 더하게 되었다.

### 인터넷 루트 네임 서버
모든 인터넷 루트 네임 서버(인터넷 주소를 아이피 주소로 변환하는 서버)는 애니캐스트 주소 지정을 사용하여 호스트의 클러스터로 구현 된다.  즉 전세계에 위치한 13개의 루트 네임 서버 A-M은 모두 여러 국제적인 위치에 있으며, 여러 대륙에 분산하여 11개가 있다. (루트 서버 B와 H는 두 개의 미국에 위치에 있다.)

### IPv4에서 IPv6으로 전환
IPv4에서 IPv6으로 전환하는 경우 IPv4 호스트에 IPv6 호환성을 제공하기 위해 애니캐스트 주소 지정을 배포하는 것에 사용될 수 있다.

### 애니캐스트와 멀티캐스트의 동시 구현
애니캐스트는 멀티캐스트와 함께 구현 가능하다. 즉, 애니캐스트 RP(랑데뷰 포인트)는 멀티캐스트의 트래픽 전달 포인트를 식별하는 MSDP(Multicast Source Discovery Protocol)를 사용할 수 있다.